# Kari Härkönen
Kari Tapio Härkönen (ur. 16 lipca 1959 w Ristijärvi) – fiński biegacz narciarski, dwukrotny medalista mistrzostw świata.

## Kariera
Jego olimpijskim debiutem były igrzyska w Lake Placid w 1980 roku, gdzie zajął 19. miejsce w biegu na 15 km techniką klasyczną. Cztery lata później, podczas igrzysk olimpijskich w Sarajewie na tym samym dystansie zajął 13. miejsce. Były to jego dwa jedyne starty olimpijskie.
W 1982 roku wystartował na mistrzostwach świata w Oslo. Wspólnie z Akim Karvonenem, Harrim Kirvesniemim i Juhą Mieto wywalczył brązowy medal w sztafecie 4 × 10 km. Na tych samych mistrzostwach zajął także 12. miejsce w biegu na 30 km techniką dowolną. Swój największy sukces osiągnął jednak na mistrzostwach świata w Seefeld in Tirol w 1985 roku zdobywając złoty medal w biegu na 15 km. Zajął także czwarte miejsce w sztafecie oraz w biegu na 50 km stylem klasycznym, walkę o brązowy medal przegrywając z Ove Aunlim z Norwegii. Na kolejnych mistrzostwach świata już nie startował.
Najlepsze wyniki w Pucharze Świata uzyskał w sezonie 1984/1985, kiedy to zajął 7. miejsce w klasyfikacji generalnej. Dwukrotnie stawał na podium zawodów Pucharu Świata, w tym raz zwyciężył. W 1985 roku zakończył karierę.

## Osiągnięcia

### Igrzyska olimpijskie
| Miejsce | Dzień     | Rok  | Miejscowość | Konkurencja             | Czas biegu | Strata   | Zwycięzca       |
| ------- | --------- | ---- | ----------- | ----------------------- | ---------- | -------- | --------------- |
| 19.     | 17 lutego | 1980 | Lake Placid | 15 km stylem klasycznym | 41:57,63   | +1:02,68 | Thomas Wassberg |
| 13.     | 13 lutego | 1984 | Sarajewo    | 15 km stylem klasycznym | 41:25,6    | +1:23,7  | Gunde Svan      |

### Mistrzostwa świata
| Miejsce | Dzień       | Rok  | Miejscowość      | Konkurencja             | Czas biegu | Strata  | Zwycięzca       |
| ------- | ----------- | ---- | ---------------- | ----------------------- | ---------- | ------- | --------------- |
| 12.     | 20 lutego   | 1982 | Oslo             | 30 km stylem dowolnym   | 1:21:52,3  | +1:53,3 | Thomas Eriksson |
| 3.      | 25 lutego   | 1982 | Oslo             | Sztafeta 4 × 10 km      | 1:56:27,6  | +2:21,8 | Norwegia · ZSRR |
| 5.      | 18 stycznia | 1985 | Seefeld in Tirol | 30 km stylem klasycznym | 1:18:24,1  | +40,3   | Gunde Svan      |
| 1.      | 22 stycznia | 1985 | Seefeld in Tirol | 15 km stylem klasycznym | 40:42,7    | -       | -               |
| 4.      | 24 stycznia | 1985 | Seefeld in Tirol | Sztafeta 4 × 10 km      | 1:52:21,0  | +40,8   | Norwegia        |
| 4.      | 27 stycznia | 1985 | Seefeld in Tirol | 50 km stylem klasycznym | 2:10:49,9  | +2:27,6 | Gunde Svan      |

### Puchar Świata
W sezonach 1973/1974 - 1980/1981 Puchar Świata rozgrywany był nieoficjalnie.

#### Miejsca w klasyfikacji generalnej
- sezon 1979/1980: ?
- sezon 1980/1981: 14.
- sezon 1981/1982: 41.
- sezon 1982/1983: 41.
- sezon 1983/1984: 27.
- sezon 1984/1985: 7.

#### Miejsca na podium
| Nr | Dzień       | Rok  | Miejscowość      | Konkurencja             | Czas biegu | Pozycja | Strata | Zwycięzca               |
| -- | ----------- | ---- | ---------------- | ----------------------- | ---------- | ------- | ------ | ----------------------- |
| 1. | 20 grudnia  | 1980 | Ramsau           | 15 km                   | ?          | 2       | ?      | Aleksandr Zawjałow      |
| 2. | 9 grudnia   | 1984 | Cogne            | 15 km stylem dowolnym   | ?          | 2       | ?      | Pål Gunnar Mikkelsplass |
| 3. | 22 stycznia | 1985 | Seefeld in Tirol | 15 km stylem klasycznym | 40:42,7    | 1       | -      | -                       |